# 圣马尔塔德托尔梅斯
圣马尔塔德托尔梅斯，是西班牙卡斯蒂利亚-莱昂萨拉曼卡省的一个市镇。 总面积10平方公里，总人口1209人（2001年），人口密度1209人/平方公里。